# Peter Pfeiffer (Jurist)
Peter Pfeiffer (* 13. Mai 1922 in München; † 7. März 2003) war ein deutscher Jurist, Vorstandsmitglied der Bayerischen Vereinsbank und Parteifunktionär (CSU).

## Leben
Peter Pfeiffer studierte ab 1946 Rechtswissenschaften an der Ludwig-Maximilians-Universität München, wo er 1948 die erste juristische Staatsprüfung ablegte und mit einer Arbeit zum Thema Der Exekutivrat des Vereinigten Wirtschaftsgebietes auch promovierte. Nach dem  juristischen Vorbereitungsdienst legte er in München 1950 die zweite juristische Staatsprüfung ab.
Von 1949 bis 1951 war er stellvertretender Vorsitzender des bayerischen Landesverbands der Jungen Union und von 1950 bis 1952 Mitglied des CSU-Landesvorstands.
1951 begann er seinen Dienst bei der Bayerischen Vereinsbank. Am 1. April 1962 wurde er stellvertretendes Mitglied im Vorstand der Bank und am 1. Juli 1966 dann ordentliches Vorstandsmitglied. In dieser Funktion verblieb er bis zum Eintritt in den Ruhestand 1987. Bis 1994 gehörte er dem Beirat der Vereinsbank an.
Pfeiffer wurde 1962 Mitglied des Bundes der Freunde der Technischen Universität München, war dort ab 1964 Mitglied im Vorstandsrat und übernahm 1970 von Ludwig Mellinger die Geschäfte als Schatzmeister. Unter anderem war er Mitglied des Aufsichtsrats von MBB und der Deutschen Airbus.
Er wohnte in Krailling.

## Ehrungen und Auszeichnungen
- 1975: Ernennung zum Ehrensenator der Technischen Universität München[2]
- 1976: Bayerischer Verdienstorden[7]
- 1984: Großes Verdienstkreuz der Bundesrepublik Deutschland[7]
- 1987: Matthäus-Runtinger-Medaille, Stadt Regensburg[8]